# Laguna Concepción
Laguna Concepción är en sjö i Bolivia.   Den ligger i departementet Santa Cruz, i den östra delen av landet, 400 km öster om huvudstaden Sucre. Laguna Concepción ligger 259 meter över havet. Arean är 58 kvadratkilometer.
Trakten runt Laguna Concepción är nära nog obefolkad, med mindre än två invånare per kvadratkilometer.